# Short track na Zimowych Igrzyskach Olimpijskich 2006 – bieg na 1000 m kobiet
Bieg na 1000 metrów kobiet był jedną z konkurencji short tracku rozegranych podczas Zimowych Igrzysk Olimpijskich 2006, która została rozegrana w dniach 22 - 25 lutego w hali Palavela. W zawodach wystartowało 29 zawodniczek z 20 krajów.

## Format zawodów
Z każdego z biegów eliminacyjnych dwie pierwsze zawodniczki awansowały do ćwierćfinałów. Z każdego z ćwierćfinałów do półfinałów awansowały dwie zawodniczki. Z półfinałów dwie pierwsze zawodniczki awansowały do finału A pozostałe do finału B.

## Wyniki

### Eliminacje
| Bieg | Pozycja | Zawodniczka                | Kraj              | Czas     | Uwagi |
| ---- | ------- | -------------------------- | ----------------- | -------- | ----- |
| 1    | 1.      | Tania Vicent               | Kanada            | 1:33,904 | Q     |
| 1    | 2.      | Mika Ozawa                 | Japonia           | 1:33,977 | Q     |
| 1    | 3.      | Ri Hyang-mi                | Korea Północna    | 1:34,360 |       |
| 1    | 4.      | Katalin Kristó             | Rumunia           | 1:34,506 |       |
| 2    | 1.      | Yang Yang                  | Chiny             | 1:34,878 |       |
| 2    | 2.      | Tatjana Borodulina         | Rosja             | 1:34,988 | Q     |
| 2    | 3.      | Sarah Lindsay              | Wielka Brytania   | 1:35,539 |       |
| 3    | 1.      | Hyo-Jung Kim               | Stany Zjednoczone | 1:36,182 | Q     |
| 3    | 2.      | Erika Huszár               | Węgry             | 1:36,515 | Q     |
| 3    | 3.      | Julija Pawłowicz-Jelsakowa | Białoruś          | 1:36,885 |       |
| 3    | 4.      | Aika Klein                 | Niemcy            | DSQ      |       |
| 4    | 1.      | Ewgenija Radanowa          | Bułgaria          | 1:35,765 | Q     |
| 4    | 2.      | Choi Min-kyung             | Francja           | 1:36,745 | Q     |
| 4    | 3.      | Han Yueshuang              | Hongkong          | 1:37,883 |       |
| 5    | 1.      | Jin Sun-yu                 | Korea Południowa  | 1:31,504 | Q     |
| 5    | 2.      | Arianna Fontana            | Włochy            | 1:32,033 | Q     |
| 5    | 3.      | Kateřina Novotná           | Czechy            | 1:32,220 |       |
| 5    | 4.      | Stéphanie Bouvier          | Francja           | 1:33,197 |       |
| 6    | 1.      | Choi Eun-kyung             | Korea Południowa  | 1:38,414 |       |
| 6    | 2.      | Emily Rosemond             | Australia         | 1:39,942 | Q     |
| 6    | 3.      | Yvonne Kunze               | Niemcy            | 1:40,166 | ADV   |
| 6    | 4.      | Marta Capurso              | Włochy            | DSQ      |       |
| 7    | 1.      | Wang Meng                  | Chiny             | 1:37,161 | Q     |
| 7    | 2.      | iesbeth Mau Asam           | Holandia          | 1:38,039 | Q     |
| 7    | 3.      | Evita Krievane             | Łotwa             | 1:39,986 |       |
| 8    | 1.      | Amanda Overland            | Kanada            | 1:33,761 | Q     |
| 8    | 2.      | Kimberly Derrick           | Stany Zjednoczone | 1:33,812 |       |
| 8    | 3.      | Yuka Kamino                | Japonia           | 1:33,959 |       |
| 8    | 4.      | Rózsa Darázs               | Węgry             | 1:34,059 |       |

### Ćwierćfinał
Ćwierćfinał 1
| Pozycja | Zawodniczka        | Kraj             | Czas     | Uwagi |
| ------- | ------------------ | ---------------- | -------- | ----- |
| 1.      | Jin Sun-yu         | Korea Południowa | 1:33,351 | Q     |
| 2.      | Wang Meng          | Chiny            | 1:33,453 | Q     |
| 3.      | Emily Rosemond     | Australia        | 1:37,627 |       |
| -       | Tatjana Borodulina | Rosja            | DSQ      |       |

Ćwierćfinał 2
| Pozycja | Zawodniczka      | Kraj              | Czas     | Uwagi |
| ------- | ---------------- | ----------------- | -------- | ----- |
| 1.      | Choi Eun-kyung   | Korea Południowa  | 1:32,875 | Q     |
| 2.      | Amanda Overland  | Kanada            | 1:33,012 | Q     |
| 3.      | iesbeth Mau Asam | Holandia          | 1:34,034 |       |
| -       | Kimberly Derrick | Stany Zjednoczone | DSQ      |       |

Ćwierćfinał 3
| Pozycja | Zawodniczka       | Kraj     | Czas     | Uwagi |
| ------- | ----------------- | -------- | -------- | ----- |
| 1.      | Arianna Fontana   | Włochy   | 1:33,401 | Q     |
| 2.      | Yvonne Kunze      | Niemcy   | 1:33,627 | Q     |
| 3.      | Erika Huszár      | Węgry    | 1:34,080 |       |
| 4.      | Yang Yang         | Chiny    | 1:59,338 | ADV   |
| -       | Ewgenija Radanowa | Bułgaria | DSQ      |       |

Ćwierćfinał 4
| Pozycja | Zawodniczka    | Kraj              | Czas     | Uwagi |
| ------- | -------------- | ----------------- | -------- | ----- |
| 1.      | Hyo-Jung Kim   | Stany Zjednoczone | 134,164  | Q     |
| 2.      | Mika Ozawa     | Japonia           | 1:34,715 | Q     |
| 3.      | Tania Vicent   | Kanada            | 1:35,594 | ADV   |
| -       | Choi Min-kyung | Francja           | DSQ      |       |

### Półfinały
Półfinał 1
| Pozycja | Zawodniczka    | Kraj              | Czas     | Uwagi |
| ------- | -------------- | ----------------- | -------- | ----- |
| 1.      | Wang Meng      | Chiny             | 1:31,783 | QA    |
| 2.      | Choi Eun-kyung | Korea Południowa  | 1:32,099 | QA    |
| 3.      | Tania Vicent   | Kanada            | 1:32,650 | QB    |
| 4.      | Yvonne Kunze   | Niemcy            | 1:36,765 | QB    |
| 5.      | Hyo-Jung Kim   | Stany Zjednoczone | 1:54,187 |       |

Półfinał 2
| Pozycja | Zawodniczka     | Kraj             | Czas     | Uwagi |
| ------- | --------------- | ---------------- | -------- | ----- |
| 1.      | Jin Sun-yu      | Korea Południowa | 1:32,546 | QA    |
| 2.      | Yang Yang       | Chiny            | 1:33,080 | QA    |
| 3.      | Amanda Overland | Kanada           | 1:33,102 | QB    |
| 4.      | Arianna Fontana | Włochy           | 1:33,228 | QB    |
| 5.      | Mika Ozawa      | Japonia          | 1:33,337 |       |

### Finał B
| Pozycja | Zawodniczka     | Kraj   | Czas     | Uwagi |
| ------- | --------------- | ------ | -------- | ----- |
| 4.      | Tania Vicent    | Kanada | 1:34,099 |       |
| 5.      | Amanda Overland | Kanada | 1:34,191 |       |
| 6.      | Arianna Fontana | Włochy | 1:34,269 |       |
| 7.      | Yvonne Kunze    | Niemcy | 1:34,789 |       |

### Finał A
| Pozycja | Zawodniczka    | Kraj             | Czas     | Uwagi |
| ------- | -------------- | ---------------- | -------- | ----- |
| 1.      | Jin Sun-yu     | Korea Południowa | 1:32,859 |       |
| 2.      | Wang Meng      | Chiny            | 1:33,079 |       |
| 3.      | Yang Yang      | Chiny            | 1:33,937 |       |
| -       | Choi Eun-kyung | Korea Południowa | DSQ      |       |